# Едвард Дембицки
Едвард Дембицки (пољ. Edward Dębicki; Калуш, 4. март 1935) јесте пољски песник, музичар и композитор ромскога порекла. Његов рад је уско повезан с ромском заједницом и културом, као и номадском и музичком традицијом рома.

## Биографија
Дембицки је рођен у Калушу, у Другој пољској републици (данашња Украјина), од сина ромских музичара Владислава Кшижановскога и Франћишке Рачковске. Већи део своје младости је провео путујући у каравану својих родитеља по граничним регионима Пољске и Украјине. Године 1953. је похађао музичке школе у Гожову Вјелкополском и Зјелона Гори. Две године доцније је основао и постао директор музичке групе Кчам (Kcham — „Сунце”) која је касније постала Терно. Учествовао је на такмичењима хармоникаша у Кјелцеу и Ворцлаву.
Дембицки је аутор књиге поезије Teł nango bolipen („Под ведрим небом”, 1993) и романа Ptak umarłych („Птица смрти”, 2004). Роман описује искуства једне ромске породице у Волонији током Другога светског рата. Написао је приближно 200 песама.
Дембицки живи у Гожову Вјелкополском.